# Chamadelle
Chamadelle ist eine französische Gemeinde mit 733 Einwohnern (Stand: 1. Januar 2022) im Département Gironde in der Region Nouvelle-Aquitaine (vor 2016: Aquitanien). Sie gehört zum Arrondissement Libourne und zum Kanton Le Nord-Libournais. Die Einwohner werden Chamadellois genannt.

## Geographie
Chamadelle liegt etwa 49 Kilometer nordöstlich von Bordeaux und etwa 25 Kilometer nordnordöstlich von Libourne an der Dronne und an der Grenze zum Département Charente-Maritime. Umgeben wird Chamadelle von den Nachbargemeinden Saint-Martin-de-Coux im Norden, La Barde im Norden und Nordosten, Les Églisottes-et-Chalaures im Oosten, Les Peintures im Süden sowie Lagorce im Südwesten und Westen.

## Bevölkerungsentwicklung
| Jahr                       | 1962 | 1968 | 1975 | 1982 | 1990 | 1999 | 2006 | 2013 | 2020 |
| Einwohner                  | 573  | 527  | 513  | 565  | 562  | 560  | 633  | 690  | 724  |
| Quellen: Cassini und INSEE |      |      |      |      |      |      |      |      |      |

## Sehenswürdigkeiten

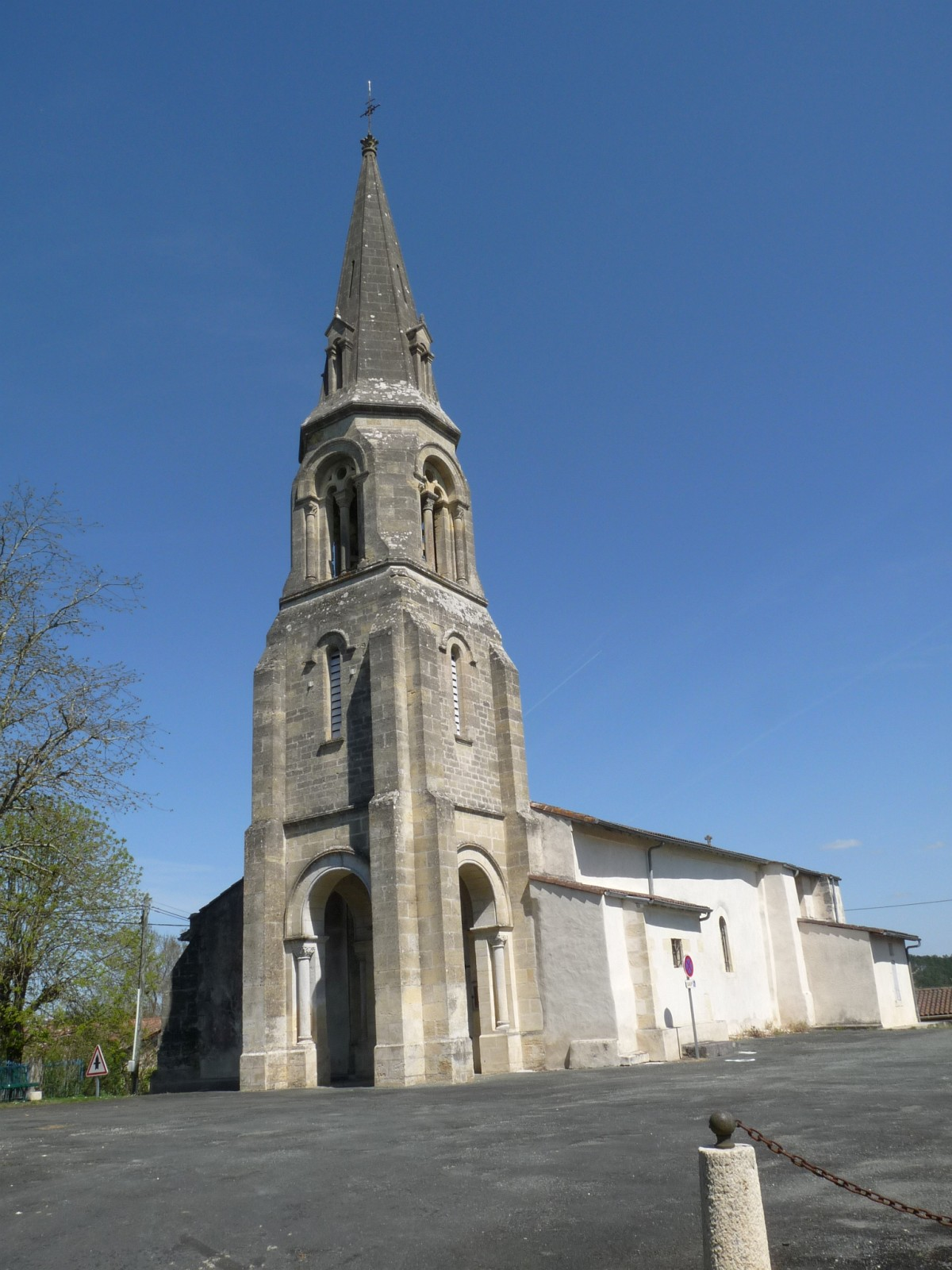
Kirche Saint-Étienne
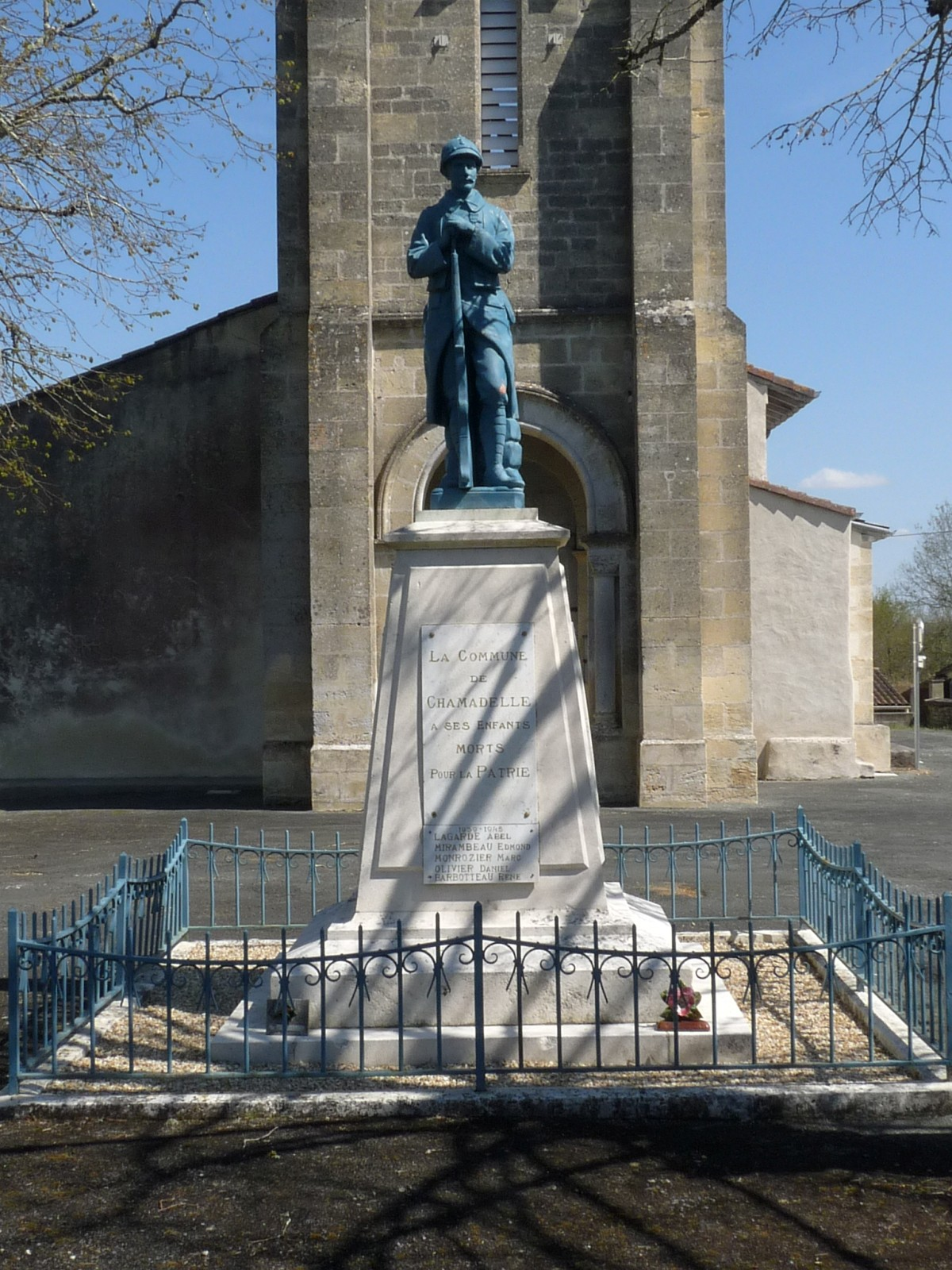
Gefallenendenkmal mit Poilu-Statue

- Kirche Saint-Étienne
- Gefallenendenkmal mit Poilu-Statue